# Sironcus jerai
Espèce
Sironcus jerai est une espèce de pseudoscorpions de la famille des Ideoroncidae.

## Distribution
Cette espèce est endémique du Kedah en Malaisie. Elle se rencontre sur le Gunong Jerai.

## Description
La femelle holotype mesure 1,84 mm.

## Étymologie
Son nom d'espèce lui a été donné en référence au lieu de sa découverte, le Gunong Jerai.

## Publication originale
- Harvey, 2016 : The systematics of the pseudoscorpion family Ideoroncidae (Pseudoscorpiones: Neobisioidea) in the Asian region. Journal of Arachnology, vol. 44, no 3, p. 272-329 (texte intégral).